# Bleibeperspektive
Bleibeperspektive ist ein Begriff in der deutschen Flüchtlingsdebatte für die Aussicht eines Asylbewerbers oder Flüchtlings auf einen dauerhaften rechtmäßigen Aufenthalt. Dieser Ausdruck und vergleichbare Ausdrücke werden vielfach in der politischen Debatte um die Flüchtlingspolitik in Deutschland im Zuge der Flüchtlingskrise ab 2015 verwendet.
Bleibeperspektive ist ein umgangssprachlicher, zusammenfassender Ausdruck, der zwar in behördlichen Bestimmungen und politischen Diskussionen benutzt wird, aber nicht in Gesetzen als Rechtsbegriff vorkommt.

## Rechtmäßiger und dauerhafter Aufenthalt
Eine gute Bleibeperspektive (auch: dauerhafte Aufenthaltsperspektive, positive Bleibeprognose oder günstige Aufenthaltsprognose) ist eine zusammenfassende Formulierung dafür, dass für einen Flüchtling ein rechtmäßiger und dauerhafter Aufenthalt in Deutschland zu erwarten ist. In Abgrenzung hierzu wird im gegenteiligen Fall von keiner guten Bleibeperspektive oder auch einer geringen Bleibewahrscheinlichkeit gesprochen.
Das Bundesinnenministerium legte mit Stand Oktober 2015 fest, dass eine „gute Bleibeperspektive“ besteht, wenn „ein Asylbewerber aus einem Herkunftsland stammt, das eine Schutzquote von über 50 Prozent aufweist“. Dieses galt zunächst für Asylbewerber aus Eritrea, Irak, Iran, Somalia und Syrien. Von August 2019 bis März 2021 galt die gute Bleibeperspektive nur noch für Asylbewerber aus Syrien und Eritrea. Seit dem 1. März 2021 gilt diese Regelung für Eritrea, Syrien und Somalia.
Keine gute Bleibeperspektive wird nach dem neuen Aufenthaltsrecht insbesondere bei einem Asylbewerber vermutet, der aus einem sicheren Herkunftsstaat (§ 29a Asylgesetz) stammt.
Konkret wird der Begriff einerseits verwendet, um die Zielgruppe für bestimmte Leistungen einzugrenzen:
- Mit Kabinettsbeschluss wurde vom 29. Juli 2015 eine weitere Verbesserung für die Arbeitsmarktintegration von Asylsuchenden und Geduldeten ermöglicht: Demnach wurden Praktika zur Berufsorientierung für Geduldete und Asylbewerber mit „guter Bleibeperspektive“ zustimmungsfrei;[9] auch die Beschäftigungsverordnung wurde entsprechend geändert.[10][11]
- Asylsuchende mit „guter Bleibeperspektive“ haben gemäß dem Entwurf der Regierungsparteien im Deutschen Bundestag[12] für das Asylverfahrensbeschleunigungsgesetz, das am 24. Oktober 2015 in Kraft trat, Zugang zu Integrationskursen und zu Förderinstrumenten der Arbeitsmarktpolitik. Ferner wird in diesem Gesetzesentwurf § 44 Abs. 2 Satz 2 Nummern 1 bis 3 AufenthG so angestellt, dass als der Kreis derjenigen festgelegt wird, die (speziell im Hinblick auf die Teilnahme an den Integrationskursen) eine „gute Bleibeperspektive“ haben. Mit dem Asylverfahrensbeschleunigungsgesetz verfolgte der Gesetzgeber vor allem das Ziel, die Menschen, die eine gute Bleibeperspektive haben, möglichst schnell in Gesellschaft und Arbeitswelt zu integrieren.[13]
- Entsprechend sieht die Bundesagentur für Arbeit (BA) seit Dezember 2015 Einstiegskurse für Asylbewerber mit guter Bleibeperspektive vor.[14]
- Das Bundesamt für Migration und Flüchtlinge (BAMF) sieht Integrationskurse für Asylbewerber mit „guter Bleibeperspektive“ vor; gemeint waren hier (2015) Personen aus Syrien, Eritrea, Iran, Irak sowie Flüchtlinge mit Duldung.[14]
- Im Entwurf eines Gesetzes zur Einführung beschleunigter Asylverfahren wird in Abschnitt B. Besonderer Teil darauf Bezug genommen, dass der Gesetzgeber bestimmte Gütergruppen vom existenznotwendiger Grundbedarf ausnimmt, „solange die Bleibeperspektive der Leistungsberechtigten ungesichert und deshalb von einem nur kurzfristigen Aufenthalt auszugehen ist“. Dabei wird die konkrete Bedarfslage der Betroffenen ggf. „gruppenspezifisch“ erfasst.[15]
- Dass für Flüchtlinge in Erstaufnahmeeinrichtungen in Zukunft vor allem Sachleistungen statt eines Geldbetrags zur Deckung persönlicher Bedürfnisse vorgesehen ist, wird seitens der Bundesregierung damit begründet, „Fehlanreize“ bei „Menschen ohne Bleibeperspektive“ zu vermeiden.[16]

Einen Überblick über Sprachförderungs- und Integrationsmaßnahmen der Bundesregierung, die insbesondere Menschen ab Antragstellung im Asylverfahren bei guter Bleibeperspektive sowie anerkannte Asylbewerbern und Geduldeten zur Verfügung stehen, bietet eine Veröffentlichung des Bundesministeriums für Arbeit und Soziales (BMAS) vom Dezember 2016.
Der Begriff wird zudem eingesetzt, um eine Zielgruppe für eine Beschleunigung von Prüfungsverfahren, auch im Hinblick auf  Ausweisung und Abschiebung, zu benennen. Das bayerische Kabinett einigte sich im Juli 2015 auf Aufnahme-Einrichtungen und schnelle Verfahren für Asylbewerber mit geringer Bleibewahrscheinlichkeit; gemeint sind hier Menschen aus sicheren Herkunftsländern sowie aus Albanien, Kosovo und Montenegro – welche zu diesem Zeitpunkt noch nicht zu den sicheren Herkunftsstaaten zählten – sowie eventuell weitere, insbesondere afrikanische Staaten.
In den europarechtliche Regelungen zur Prüfung von Asylanträgen, wie sie in der Richtlinie 2013/32/EU (Asylverfahrensrichtlinie) festgelegt sind, sind beschleunigte Prüfungsverfahren in Artikel 31 Absatz 8 vorgesehen und dabei aber keine vagen, auf eine Prognose bezogenen Ausdrücke verwendet, sondern vielmehr konkrete Kriterien dafür angegeben, unter welchen Umständen beschleunigte Verfahren eingesetzt werden können.
Laut einem Beschluss der Ministerpräsidentenkonferenz vom 13. Oktober 2023 sind Anträge von Menschen aus Staaten mit einer geringen Anerkennungsquote im Asylverfahren und im Klageverfahren priorisiert zu bearbeiten. Das jeweilige Verfahren soll außerdem innerhalb von drei Monaten abgeschlossen werden.

## Alternative Wortverwendung
Ebenfalls im Zusammenhang mit der Flüchtlingskrise wird von einer „Bleibeperspektive im eigenen Land“ gesprochen, wenn es um die Bekämpfung von Fluchtursachen geht. So betonten die Politiker Joschka Fischer und Gerd Müller bei ihren Auslandsreisen Ende 2015 die Bedeutung von Solidarität in Krisenzeiten bzw. von Unterstützung bei der beruflichen Bildung und humanitären Hilfen für Kinder. Auch Bundespräsident Joachim Gauck verwendete das Wort, als er sich in einer Rede in Lagos im Februar 2016 für das Modell der dualen Berufsausbildung aussprach und die Hoffnung ausdrückte, dass sich so die „Bleibeperspektive“ für junge Menschen im eigenen Land verbessern möge.
Innerstaatlich wird von der „Bleibeperspektive im ländlichen Raum“ gesprochen, wenn es um die Gestaltung des ländlichen Raums durch eine Förderung regionaler Arbeitsplätze und Wirtschaftskreisläufe geht, um dadurch eine Abwanderung in die Städte („Landflucht“) zu vermeiden.